# Adam Andrzej Zieliński
Adam Andrzej Zieliński herbu Jelita (ur. w 30 listopada 1834 w Konstantynowie, zm. w 1906 we Lwowie) – podpułkownik i komisarz wojenny powiatu łukowskiego i województwa podlaskiego w powstaniu styczniowym.
Były podporucznik piechoty armii rosyjskiej. Początkowo oficer w partii Jankowskiego, potem dowódca samodzielnego oddziału. Po powstaniu emigrował do Francji, osiadł w Bordeaux. Urzędnik Wydziału Krajowego we Lwowie.